# Église Saint-Nicolas de Peyruis
L’église Saint-Nicolas est une église située à Peyruis, dans le département des Alpes-de-Haute-Provence.

## Histoire
L’église Saint-Nicolas connaît une première construction au XIe siècle, dont ne subsiste que son bas-côté nord. Elle est reconstruite dans la première moitié du XIIe siècle : la nef, longue de trois travées. Le bas-côté sud est voûté d’arêtes. La voûte du chœur gothique est à quatre pans, avec cinq nervures, et date des environs de 1500. Toute l’église est peinte : faux appareil sur les murs, divers motifs végétaux et géométriques sur les colonnes et les arches. Ses vitraux sont peut-être les seuls véritablement anciens du département (avec un doute de Raymond Collier) : le vitrail de l’œil-de-bœuf de la façade occidentale (saint Roch) et l’Agnus Dei du bas-côté nord dateraient du XVIe ou du XVIIe siècle. Les vitraux du chœur, l’Immaculée conception, à nouveau saint Roch et saint Nicolas, sont du XIXe siècle

## Architecture
L’Église est de style gothique.